# Brunhild (Vorname)
Brunhild ist ein weiblicher Vorname. Der Name entstand aus der Verknüpfung von brunni (althochdeutsch: Brustpanzer) und hiltja (althochdeutsch: Kampf). Der Name taucht als Brünhild unter anderem in der Nibelungensage auf.

## Herkunft und Namenstag
Brunhild ist ein zweigliedriger Name aus dem Althochdeutschen: brunni bedeutet Brustpanzer (Rüstung), hild steht für Kampf. Der Name bedeutet also etwa "in der Rüstung zum Kampf". Namenstag ist der 27. November.

## Varianten
- Brunhilda, Brunhilde, Bruni, Brunichild, Brünhild, Brynhild, Brünnhilde

## Namensträgerinnen
- Brunichild (548–613), austrasische Königin

- Brunhilde Baur (1935–2004), deutsche Verlegerin
- Brunhilde Fuchs (* 1947), österreichische Politikerin (SPÖ)
- Brunhilde Hanke (1930–2024), Politikerin der DDR, Oberbürgermeisterin von Potsdam, Volkskammerabgeordnete und Mitglied des Staatsrates der DDR
- Brunhilde Hendrix (1938–1995), deutsche Leichtathletin
- Brunhilde Irber (* 1948), deutsche Politikerin (SPD)
- Brunhilde Lenk (1903–1983), österreichische Althistorikerin
- Bruni Löbel (1920–2006), deutsche Schauspielerin
- Brunhilde Peter (1925–2014), deutsche Politikerin (SPD)
- Brunhilde Pomsel (1911–2017), deutsche Sekretärin (von Joseph Goebbels)
- Brunhilde Raiser (* 1953), deutsche evangelische Theologin
- Brunilde Sismondo Ridgway (1929–2024), US-amerikanische Klassische Archäologin italienischer Abstammung
- Brunhild Wendel (1923–2009), deutsche Politikerin (SPD)

## Nachweise
1. ↑  Namenstage Lexikon, abgerufen am 13. Mai 2018